# Dante Testa
Dante Testa (Torino, 24 agosto 1861 – Torino, 3 marzo 1923) è stato un attore e regista italiano  del  teatro e del cinema muto.

## Biografia
Fu uno dei maggiori esponenti del teatro dialettale piemontese tra la fine dell'Ottocento e l'inizio del Novecento. Debuttò nella compagnia teatrale di Teodoro e Gemma Cuniberti.
Attore generico, fu anche capocomico, negli anni novanta formò una compagnia con Tancredi Milone, in seguito ne creò un'altra con Federico Bonelli (Compagnia Testa-Bonelli) nel 1912, anno in cui assunse la gestione del Teatro Rossini di Torino. Infine creò anche una propria compagnia denominata Compagnia d'operetta Dante Testa.
Nella sua carriera teatrale, Testa e le sue compagnie furono interpreti di testi scritti dai maggiori autori teatrali piemontesi dell'epoca come Federico Garelli, Mario Leoni, Nino Oxilia, Sandro Camasio e molti altri.
Nel 1910 fu scritturato dalla casa cinematografica Itala Film ed esordì nello stesso anno con il film Sacrificata!. Tra le sue maggiori interpretazioni cinematografiche vi fu quello di Cabiria del 1914, e all'Itala fu anche regista dei film Padre (1912) e Lo scomparso (1913). In seguito lavorò per altre cinematografiche come la Polidor Film e l'Ambrosio Film.
Fu padre degli attori teatrali Adriana ed Eugenio Testa.

## Filmografia parziale

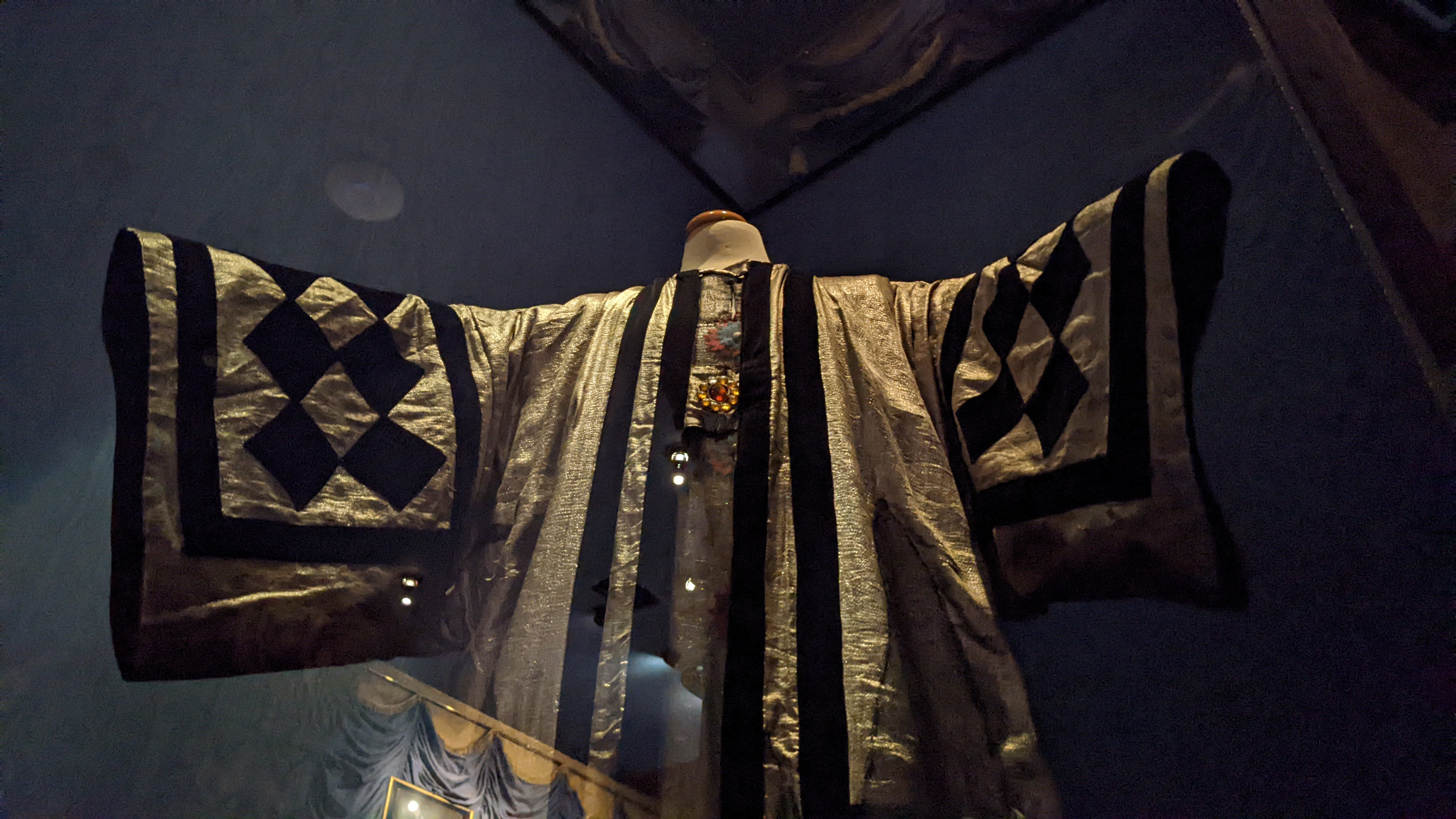
Costume per Dante Testa nella parte di Karthalo, sacerdote di Moloch. Utilizzato durante le riprese del film Cabiria (1914), regia di Giovanni Pastrone. Collezione del Museo nazionale del cinema, Torino.

### Attore
- Sacrificata!, regia di Oreste Mentasti (1910)
- Mammina, regia di Oreste Mentasti (1911)
- L'attrice burlona, regia di Mario Morais (1912)
- Ho l'onore di chiedere la mano di vostra figlia, regia di Mario Morais (1912)
- Cabiria, regia di Giovanni Pastrone (1914)
- Le lattivendole, regia di Ernesto Vaser (1914)
- La rivincita, regia di Eugenio Testa (1914)
- La complice, regia di Eugenio Testa (1915)
- Il grande veleno, regia di Eugenio Testa (1915)
- Mariella, regia di Vincenzo Denizot (1915)
- Battaglie della vita, regia di Oreste Mentasti (1917)
- Il segreto del vecchio Giosuè, regia di Eugenio Testa (1918)
- Fracassa e l'altro, regia di Eugenio Testa (1919) -
- L'avventura di Fracassa, regia di Eugenio Testa (1919)
- Il re delle banane, regia di Ferdinand Guillaume (1920)
- Terra, regia di Eugenio Testa (1920)

### Regista
- Padre (1912) - co-regia con Gino Zaccaria e interpretazione
- Lo scomparso (1913) - regia e interpretazione